# OKK Belgrade
Maillots
L'OKK Belgrade (en serbe : OKK Beograd)  est un club serbe de basket-ball basé à Belgrade. Le club participe à la première division du championnat de Serbie de basket-ball.

## Palmarès
- Finaliste de la Coupe Korać : 1972
- Coupe de Serbie-et-Monténégro : 1993
- Champion de Yougoslavie : 1958, 1960, 1963, 1964

## Joueurs célèbres ou marquants
- Radivoj Korać
- Slobodan Gordić
- Bogomir Rajković
- Nikola Dačević
- Borislav Stanković
- Igor Kokoškov